# Саксби, Уильям
Уильям Барт «Билл» Саксби (англ. William Bart "Bill" Saxbe; 24 июня 1916, Mechanicsburg, Огайо, США — 24 августа 2010, там же) — американский государственный деятель, министр юстиции (Генеральный прокурор США) (1974—1975).

## Биография
В 1940 г. получил степень бакалавра в Университете штата Огайо. Участник Второй мировой войны.
В 1948 г. получил юридическое образование Университета Огайо, уже будучи годом раньше избран в Палату представителей штата. Несмотря на депутатские полномочия, во время Корейской войны (1951—1952) отправился на фронт солдатом. Ушёл в отставку с военной службы в 1963 г. в должности полковника.
В 1951 и 1952 гг. — лидер большинства в Палате представителей штата Огайо, в 1953 и 1954 гг. — спикер палаты.
В 1957—1968 гг. — Генеральный прокурор штата Огайо,
в 1968—1974 гг. — сенатор от штата Огайо.
В 1974—1975 гг. — Генеральный прокурор США. При его назначении пришлось пойти на понижение оклада Генерального прокурора, чтобы избежать противоречия Конституции, согласно которой законодатель не может быть назначен на руководящую должность в течение того же срока, когда законодательный орган проголосовал за повышение уровня заработной платы для данной должности. Ход с понижением оклада получил название «выход Саксби».
В 1975—1977 гг. — посол США в Индии.
В 1977 г. ушёл из политики и работал адвокатом в родном городе Mechanicsburg.